# Chikkarakalagud, Arkalgud
Chikkarakalagud là một làng thuộc tehsil Arkalgud, huyện Hassan, bang Karnataka, Ấn Độ.